# 古代エジプトパズル
『古代エジプトパズル』（こだいエジプトパズル）は、1993年4月からフジテレビで放送されたクイズ番組。関東ローカルの深夜番組放送枠『JOCX-TV2』で放送（※厳密には早朝5時からの放送）。
主演者・ナレーションは一切無し、CGと文字スーパーの問題のみで構成された難易度の高いクイズ番組。以前深夜枠で放送されていた『IQエンジン』をリニューアルしたような形になった。
この番組は、2005年にフジテレビ739で再放送された。

## 放送時間
毎週木曜　朝5:00～5:30

## エンディング曲・スタッフ
- エンディング曲：「カリビアンブルー」ENYA
- 企画編成：鈴木吉弘、石原由美（共にフジテレビ この2人は同時期に同じく早朝放送していた『じゃぱん』も企画）
- 広報：森隆志（フジテレビ）
- 編集：星英樹、清水尚行（アンサーズ）
- MA：石川晴樹（アンサーズ）
- 音響効果：志田博英、田中寿一（当時 OCBプロ）
- CG：桃園隆夫（パイナップル68000）
- プロデューサー：細川邦夫
- ディレクター：今野貴之、下重聡
- 制作協力：共同テレビ
- 制作著作：フジテレビ

| スタブアイコン | サブスタブ | この項目は、まだ閲覧者の調べものの参照としては役立たない、テレビ番組に関連した書きかけの項目です。この項目を加筆・訂正などしてくださる協力者を求めています（P:テレビ/PJ:放送または配信の番組）。 |